# Майорова, Елена Владимировна
Еле́на Влади́мировна Майо́рова (30 мая 1958, Южно-Сахалинск, Сахалинская область, РСФСР, СССР — 23 августа 1997, Москва, Россия) — советская и российская актриса театра и кино, заслуженная артистка РСФСР (1989).

## Биография
Елена Владимировна Майорова родилась 30 мая 1958 года в городе Южно-Сахалинске в семье рабочих. Отец работал на автобазе, а мать — на мясокомбинате. В школе Елена с третьего класса занималась в театральной студии при Дворце пионеров. После окончания школы пыталась поступить в несколько театральных вузов, но ни в один не была принята. Один год училась в строительном ПТУ, она окончила его с красным дипломом и получила специальность изолировщицы 3-го разряда. В 1976 году поступила в ГИТИС, на курс Олега Табакова.
В 1982—1983 годах, после окончания ГИТИСа, играла на сцене «Современника». С 1983 года Елена Майорова служила во МХАТе СССР имени М. Горького, а после его разделения в 1987 году — во МХАТе имени А. П. Чехова. В театре она играла центральные роли в спектаклях как классического, так и современного репертуара.
В кино дебютировала ещё студенткой, сыграв одну из ролей в картине Ильи Фрэза «Вам и не снилось…»
Свои лучшие кинороли актриса сыграла в лентах «Макаров» Владимира Хотиненко, «Затерянный в Сибири» Александра Митты.

### Гибель
Елена Майорова погибла при трагических и до конца не установленных обстоятельствах. 23 августа 1997 года актриса, будучи на лестничной клетке в подъезде своего дома, подожгла свою одежду. Официальной версией стал несчастный случай: Майорова вышла на лестницу, чтобы покурить, в то время как на её одежде были пятна от керосина, который она незадолго до этого случайно пролила на себя. Некоторые друзья и знакомые Майоровой выдвигали версию самоубийства — в последние годы жизни актриса находилась в депрессии, развившейся из-за содержания исполняемых ею ролей. Будучи целиком обгоревшей, Майорова выбежала на улицу и, добежав до служебного входа Театра имени Моссовета, который находился во дворе её дома, лишилась сознания. С ожогами 85 % поверхности тела актриса была госпитализирована в Институт Склифосовского, где в тот же день и скончалась.
Майорову отпевали в церкви Большого Вознесения на Никитской. На прощании гроб с телом актрисы был открыт, но само тело было прикрыто. Похоронена на Троекуровском кладбище.

## Личная жизнь
- Первый муж — сокурсник по ГИТИСу Владимир Чаплыгин. О причинах развода существуют разные мнения. По одной версии, брак был неудачным — Елена не сошлась характером со свекровью, и они с мужем жили во МХАТовском общежитии. Муж не выдержал жизни в общежитии и вскоре ушёл. По другой версии, брак изначально был фиктивный — несмотря на чувства мужа к ней, актриса вышла замуж только для того, чтобы получить прописку и избежать после окончания вуза распределения на Сахалин. Спустя три месяца после начала совместной жизни Елена переехала в общежитие.
- Второй муж — художник-гиперреалист Сергей Шерстюк (1951—1998), пережил жену на девять месяцев, умер от рака 23 мая 1998 года.

Детей у Майоровой не было.

Однажды в гостях у своей подруги в общежитии она изливала свою душу. В какой-то момент Елена вдруг сказала: «Вот сейчас дверь распахнётся, и Он войдёт…» В ту же секунду постучали, и в комнату вошёл Сергей. Это была любовь с первого взгляда!— 

 Это история жизни и смерти, переплетённой с любовью навсегда. После трагической гибели актрисы МХАТа Елены Майоровой её муж, известный художник и оригинальный мыслитель Сергей Шерстюк, прожил ровно 9 месяцев. Дневники художника приоткрывают завесу и позволяют прикоснуться к таинству творчества, любви и смерти.— 

## Творчество

### Роли в театре
- «Амадей» — Катарина
- «Тартюф» — Эльмира
- «Горе от ума» Грибоедова — Лиза
- «Варвары» Максима Горького — Анна Фёдоровна
- «Московский хор» — Галя
- «Тамада» — Нина Заречная
- «Портрет» — Анабелла
- «Трагики и комедианты» — Элеонора
- «Олень и шалашовки» — Люба Негневицкая
- «Перламутровая Зинаида» — Сюзанна
- «Вагончик» — Цыпкина
- «Дни Турбиных» М. А. Булгакова — Елена Васильевна
- «Дядя Ваня» А. П. Чехова — Елена Андреевна
- «Белоснежка и семь гномов» — королева
- «НЛО» — Ленка
- «Орестея» — Афина
- «Бесноватая» — Настасья Филипповна
- «Чайка» А. П. Чехова — Нина Заречная
- «Чокнутая» — Зинуля
- «Иванов» А. П. Чехова — Сара
- «Платонов» — Грекова и Анна Петровна)
- «Три сестры» — Маша
- «Тойбеле и её демон» Исаака Зингера — Тойбеле
- «Дядюшкин сон» Ф. М. Достоевского — Зина

### Фильмография
- 1980 — Незваный друг — коллега Глушенковой по работе (в титрах не указана)
- 1981 — Вам и не снилось… — Зоя, соседка Кати
- 1981 — 34-й скорый — Серафима Стешкова («Сима»), проводница горящего вагона
- 1981 — Дядюшкин сон (телеспектакль) — Зинаида Афанасьевна
- 1981 — Наше призвание — Кастуська Фиалковская
- 1981 — Ожидаются похолодание и снег (короткометражный) — Таня
- 1982 — Вы чьё, старичьё? (короткометражный) — Валентина
- 1982 — Родителей не выбирают — Наталья, мама Коли
- 1983 — Полнолуние (телеспектакль)
- 1983 — Привет с фронта — Оля, медсестра
- 1983 — Одиноким предоставляется общежитие — Ира Санько
- 1983 — Последний довод королей — Шу, из команды телепроповедника Макферсона, в прошлом — любовница Кейси Джикса
- 1984 — Парад планет — подруга Слонова
- 1984 — Один и без оружия — Дарья Ивановна Латышева
- 1984 — Мальва
- 1985 — Вот моя деревня… — эпизод
- 1985 — Друзей не выбирают — Клавка
- 1985 — Не имеющий чина — Юзефа Смолянова
- 1985 — Странная история доктора Джекила и мистера Хайда — эпизод
- 1986 — Зина-Зинуля — Нина
- 1986 — Лётное происшествие
- 1986 — Я — вожатый форпоста — Кастуська Фиалковская
- 1987 — Забытая мелодия для флейты — Люся
- 1987 — Везучая — Татьяна Большакова
- 1988 — Двое и одна — Валентина Корякина
- 1988 — Скорый поезд — Ольга Коренева, официантка вагона-ресторана
- 1988 — Корабль
- 1989 — А был ли Каротин? — Антонина Барс
- 1989 — Закон — Татьяна Самарина
- 1990 — Неустановленное лицо — журналистка Ольга Троепольская/проститутка Саша по кличке Шу-Шу
- 1990 — Шаги императора
- 1991 — Затерянный в Сибири — Анна Ильинична, доктор
- 1991 — Хмель
- 1993 — Макаров — Наталья, жена Макарова
- 1993 — Плащ Казановы — Валя, парикмахер
- 1993 — Бездна, круг седьмой
- 1994 — Белый праздник
- 1995 — Мелкий бес — Вершина
- 1996 — Возвращение «Броненосца» — Верка
- 1996 — Карьера Артуро Уи. Новая версия — Бетти
- 1997 — Странное время — Алла
- 1998 — На ножах (телесериал) — Глафира (озвучила Анна Гуляренко)
- 1998 — Чехов и Ко (телесериал) — Сусанна Моисеевна Ропштейн (8-я серия)
- 1999 — Послушай, не идёт ли дождь… — Смерть (озвучила Юлия Рутберг)

## Признание и награды
- Приз за лучшую женскую роль на кинофестивале «Созвездие-1989» за работу в фильме «Скорый поезд».
- Заслуженная артистка РСФСР (1989).

## Память
Творчеству и памяти актрисы посвящены документальные фильмы и телепередачи:
- «Памяти Елены Майоровой» (документальная телепередача, «Культура», 1998)
- «Глава 58. Елена Майорова» (док. фильм, реж. Виталий Максимов, из цикла «Чтобы помнили», «ОРТ», 1999)
- «Елена Майорова. Лёгкое дыхание» (док. фильм, реж. Мария Визитей, из цикла «Пёстрая лента», «ТВС» 2003)
- «Елена Майорова. Живая рана» (док. фильм, реж. Олег Шиловский, Россия, 2005)
- «Елена Майорова» (документальный телефильм из цикла «Мой серебряный шар», Россия, 2005)
- «Елена Майорова» (документальный телефильм Михаила Рогового, из цикла «Как уходили кумиры», «ДТВ», 2005)
- «Елена Майорова. „Последняя весна“» (док. фильм, реж. Наталья Казакова, «Первый канал», Россия, 2008)[9][10]
- «Елена Майорова» (док. телефильм из цикла «Без права на дубль», 2011)
- «Трагедия Елены Майоровой» (док. телефильм из цикла «Дело тёмное», «НТВ», 2011)
- «Елена Майорова. „Раскрывая тайны звёзд“» («Москва Доверие», 2016)
- «Елена Майорова и Игорь Нефёдов» (документальный телефильм из цикла «Прощание», «ТВ Центр», Россия, 2017)
- «Елена Майорова. „Последний день“» («Звезда», 2021)[11]

## Места
Часто бывала на даче своего мужа Сергея Шерстюка в Михневе Ступинского района Московской области.